# Никельпентакадмий
Никельпентакадмий — бинарное неорганическое соединение, интерметаллид
никеля и кадмия
с формулой Cd5Ni,
кристаллы.

## Получение
- Сплавление стехиометрических количеств чистых веществ:

{\displaystyle {\mathsf {Ni+5Cd\ {\xrightarrow {495^{o}C}}\ Cd_{5}Ni}}}

## Физические свойства
Никельпентакадмий образует кристаллы
кубической сингонии,
пространственная группа P 43m,
параметры ячейки a = 0,97878 нм, Z = 8,
структура типа Cu9Al4
.
Соединение образуется по перитектической реакции при температуре 495°С, имеет область гомогенности 12÷19,5 ат.% никеля .